# Provincia Sar-e Pol
Provincia Sar-e Pol (alternativ Sar-i Pol sau Sar-i Pul) (paștună سرپل‎;persană: سرپل‎) este una dintre provinciile Afganistanului. Este localizată în partea nordică a statului și se divide la rândul ei în 6 districte :
- Balhab
- Kohistanat
- Sangcharak
- Sar-e-Pol (alternativ Sar-i-Pul)
- Sayyad
- Sozma Qala